# Audi S6
Audi S6 – usportowiona wersja modelu A6 produkowana od 1994 roku przez Audi.

## S6 C4

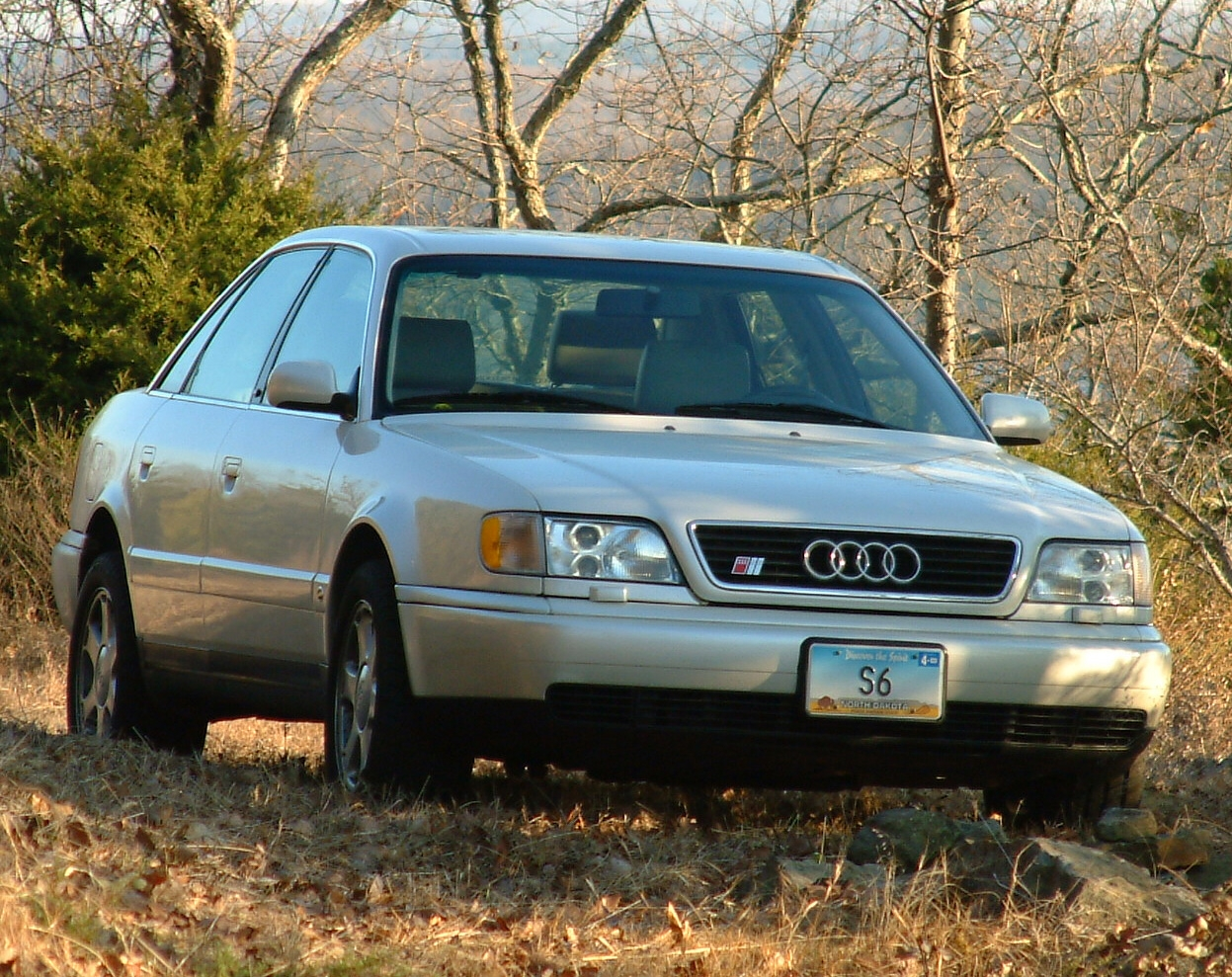
Audi S6 C4 wersja na amerykański

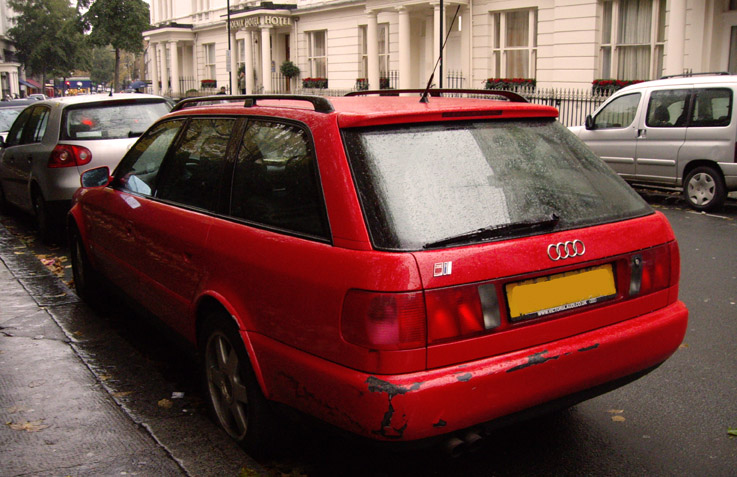
Audi S6 C4 w wersji Avant

Pierwsza generacja Audi S6 miała swoją premierę w roku 1994. Ta sportowa wersja Audi A6 C4 była delikatnie zmodernizowanym Audi S4 C4 - usportowioną odmianą Audi 100 C4. Związane to było ze zmianą nazewnictwa w grupie VW/AUDI. Powstał nawet przez to konflikt nazw Audi S4 C4 z Audi S4 B5 (następcą audi S2-sportowej wersji Audi 80).
Zastosowano w nim również silniki z poprzednika. Rzędowa jednostka o pojemności 2,2 l o 5 cylindrach i technologii Multivalve połączono z niemiecką turbosprężarką KKK, 6-biegową skrzynią biegów i napędem 4x4 oraz 4,2 l V8.
W końcowej fazie produkcji wprowadzono model z oznaczeniem „Plus”. Posiadał on silnik V8 o pojemności 4.2 l i rozwijał o 35 KM więcej od poprzedniej wersji. Skrzynia biegów w tym modelu miała dodatkowe chłodzenie oleju.
Wszystkie wersje S4 / S6 posiadały stały napęd quattro.

### Dane techniczne
| Wersja             | Silnik:                          | Układ zasilania:   | Średnica × skok tłoka: | St. sprężania:     | Moc maksymalna:                    | Maks. moment obrotowy      | 0–100 km/h:        | V-max:             |
| Silniki benzynowe: | Silniki benzynowe:               | Silniki benzynowe: | Silniki benzynowe:     | Silniki benzynowe: | Silniki benzynowe:                 | Silniki benzynowe:         | Silniki benzynowe: | Silniki benzynowe: |
| ------------------ | -------------------------------- | ------------------ | ---------------------- | ------------------ | ---------------------------------- | -------------------------- | ------------------ | ------------------ |
| 2.2T               | R5 2,2 l (2226 cm³), DOHC, turbo | wtrysk Bo Mot      | 81 × 86.4 mm           | 9.3:1              | 230 KM (169 kW) przy 5900 obr./min | 350 N·m przy 1950 obr./min | 6,8 s              | 241 km/h           |
| 4.2                | V8 4,2 l (4172 cm³), DOHC        | wtrysk Bo Mot      | 84.5 × 93 mm           | 10.8:1             | 290 KM (213 kW) przy 5800 obr./min | 400 N·m przy 4000 obr./min | 5,9 s              | 249 km/h           |
| 4.2 Plus           | V8 4,2 l (4172 cm³), DOHC        | wtrysk EFI         | 84.5 × 93 mm           | 11.6:1             | 325 KM (239 kW) przy 6500 obr./min | 400 N·m przy 3500 obr./min | 5,6 s              | 250 km/h           |

## S6 C5

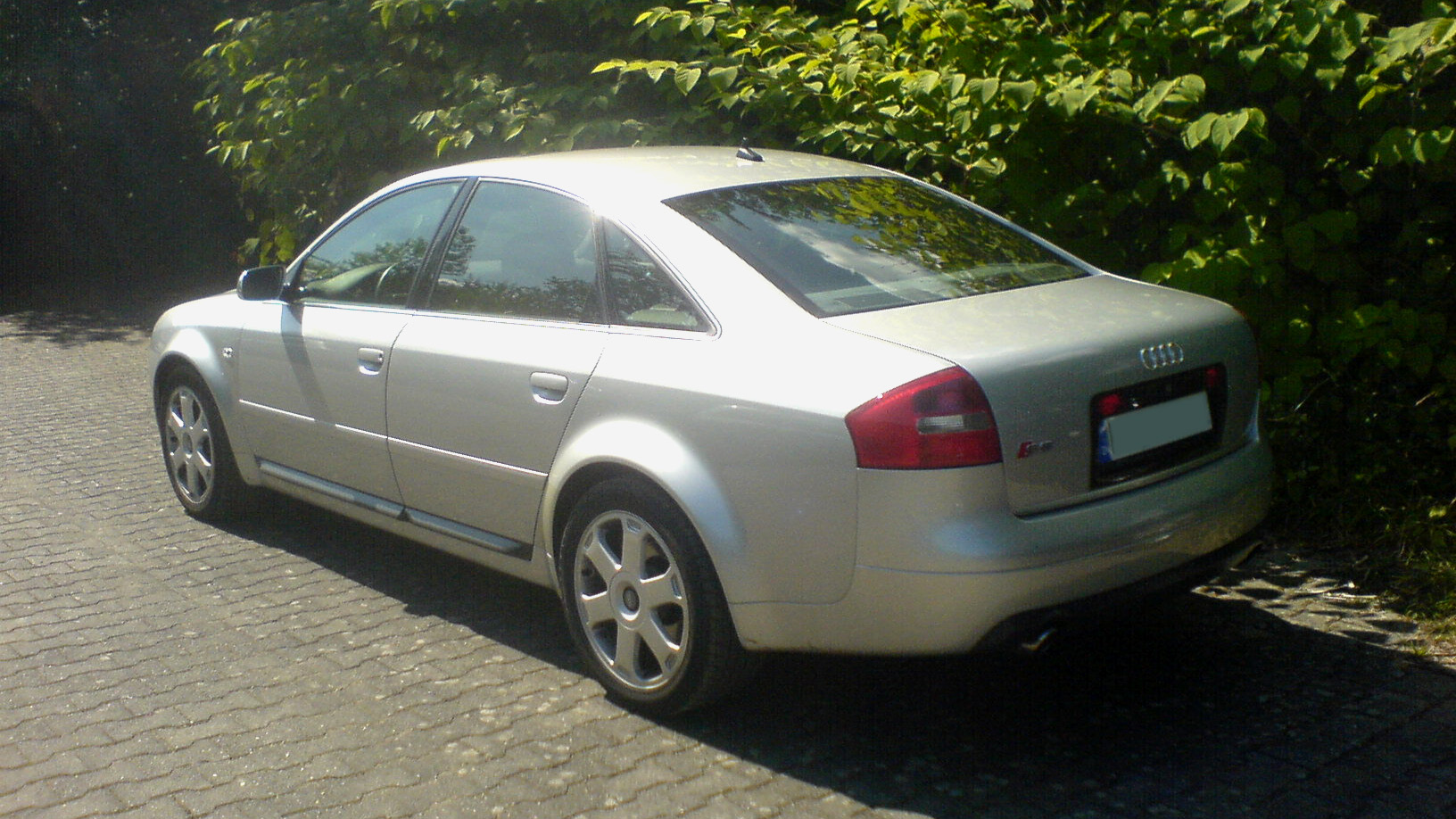
Audi S6 C5

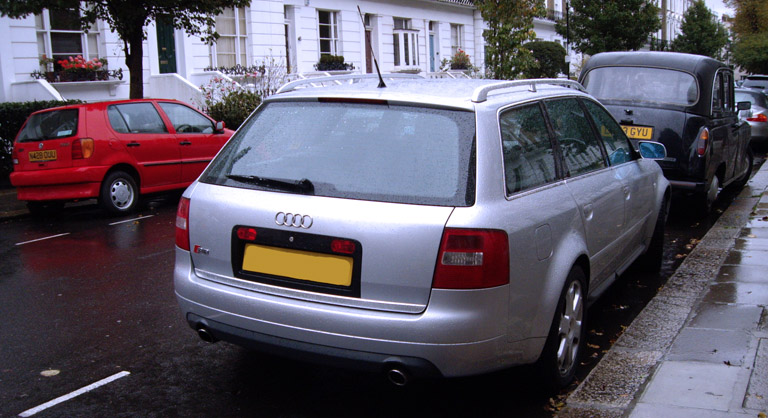
Tył Audi S6 C5 w wersji Avant

Druga generacja S6 produkowana była od 1999 do 2003 roku. Samochód wyposażony był w silnik V8 o mocy 340 KM ze stałym napędem na obie osie quattro. Produkowany jako pięciodrzwiowy Avant (kombi) oraz czterodrzwiowy sedan. Przyspieszenie 0–100 km/h to 5,8 s (aut. 6,5 s); 0-200 21,7; zaś prędkość maksymalna to 250 km/h (ograniczona elektronicznie).
W roku 2001 auto przeszło facelifting.

### Dane techniczne
| Wersja             | Silnik:                   | Układ zasilania:   | Średnica × skok tłoka: | St. sprężania:     | Moc maksymalna:                    | Maks. moment obrotowy      | 0–100 km/h:        | V-max:             |
| Silniki benzynowe: | Silniki benzynowe:        | Silniki benzynowe: | Silniki benzynowe:     | Silniki benzynowe: | Silniki benzynowe:                 | Silniki benzynowe:         | Silniki benzynowe: | Silniki benzynowe: |
| ------------------ | ------------------------- | ------------------ | ---------------------- | ------------------ | ---------------------------------- | -------------------------- | ------------------ | ------------------ |
| 4.2                | V8 4,2 l (4172 cm³), DOHC | wtrysk Bo Mot      | 84,5 × 93 mm           | 11:1               | 340 KM (250 kW) przy 6600 obr./min | 420 N·m przy 3400 obr./min | 5,8 s (Aut 6,5s)   | 250 km/h           |

### Silnik
Jednostką napędową był silnik benzynowy V8 4.2 40v (5 zaworów na cylinder) z wtryskiem pośrednim i mocy 340 KM przy 6600 obrotach na minutę, oraz momencie obrotowym na poziomie 420 Nm przy 3400 obrotach na minutę. Sterowany elektronicznie za pomocą sterownika ECU Bosch Motronic ME 7.0.

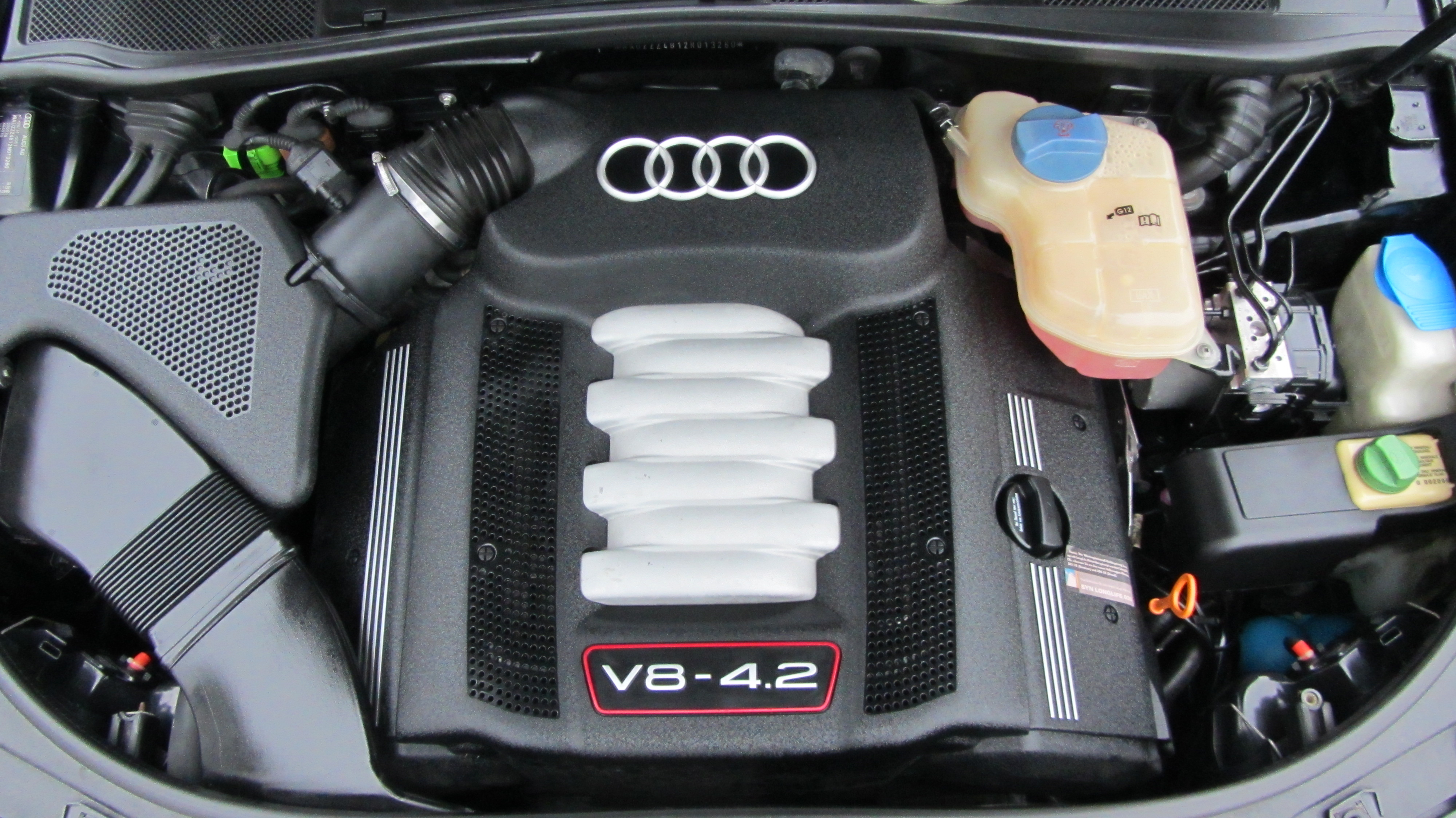
Silnik V8 4.2 montowany w Audi S6 C5

Spełniał normy spalin Euro3.

### Zawieszenie oraz układ kierowniczy
W stosunku do standardowego A6 zawieszenie obniżono o 10 mm, oraz dodano jako wyposażenie standardowe układ Servotronic – siła wspomagania dostosowana do aktualnej prędkości.

### Hamulce, koła, opony
Obie osie wyposażono w wentylowane tarcze hamulcowe, przednie o średnicy 321 mm (30 mm grubości) połączone z zaciskami 2-tłoczkowymi Lucas HP2. Na tylnej osi montowano tarcze o średnicy 269 mm (22 mm grubości) wraz z jednotłoczkowym zaciskiem. Hamulce wyposażono w ABS, wspomaganie hamowania oraz elektroniczny podział siły hamowania EBD.
Obręcze kół to 17" felgi ze stopów lekkich (Avus) wraz z oponami o rozmiarze 255/40 ZR17.

## S6 C6

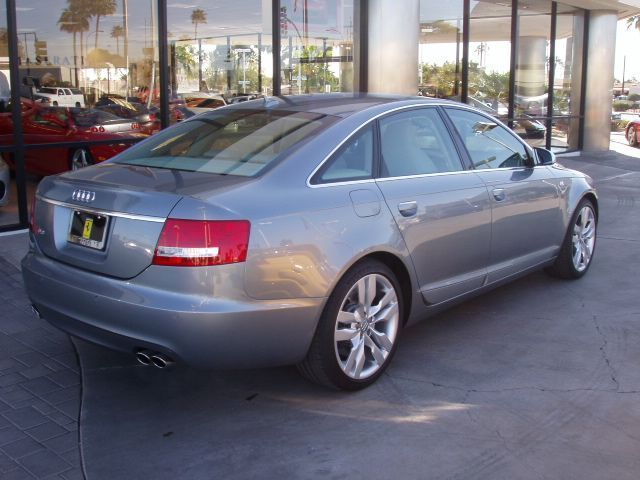
Tył Audi S6 C6 przed faceliftingiem

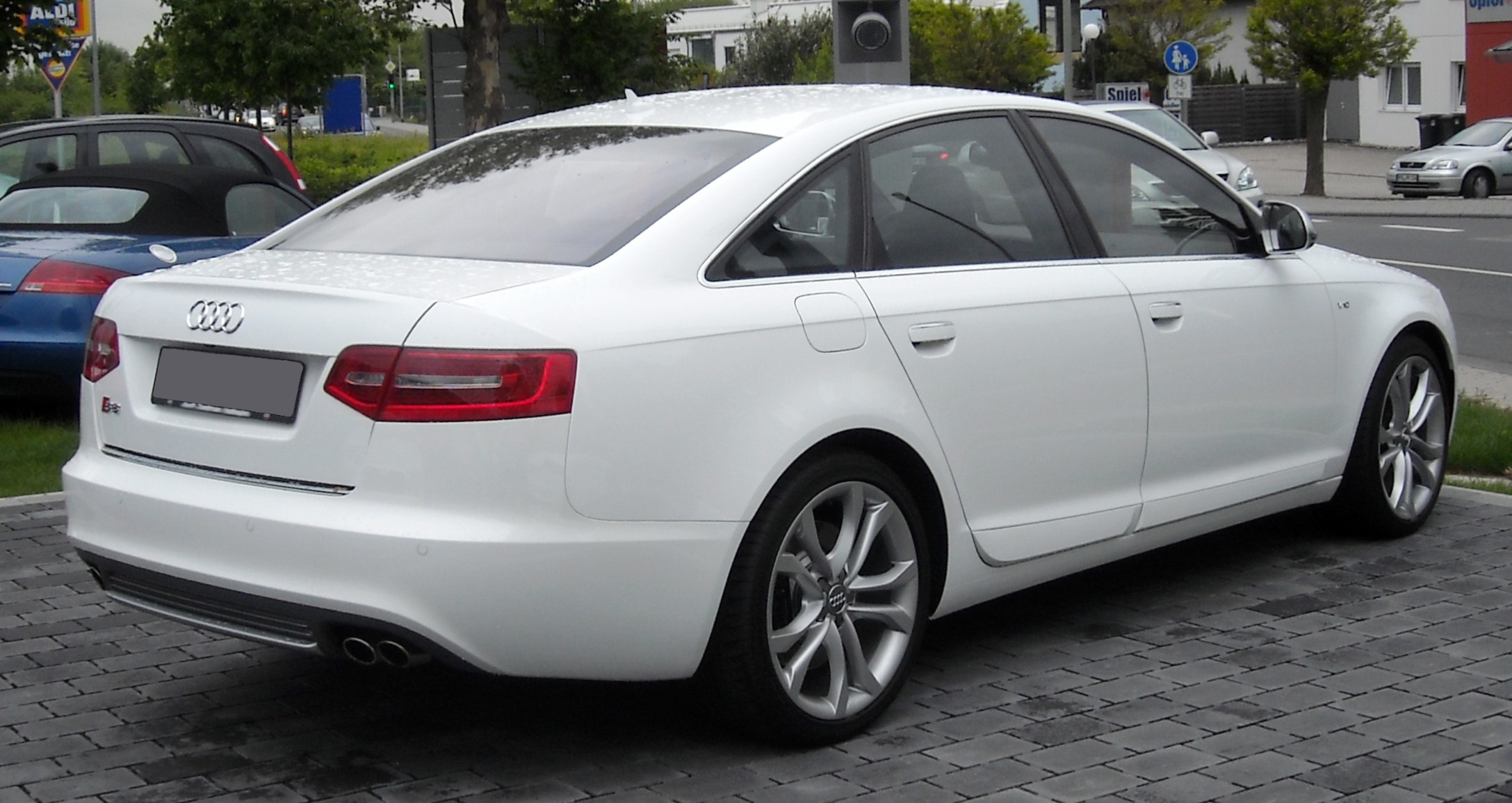
Tył Audi S6 C6 po faceliftingu

Trzecia generacja została zaprezentowana w Detroit w 2006 roku. Samochód posiadał 5,2 litrowy silnik V10 generujący 435 KM oraz 540 N·m momentu obrotowego, połączono go z automatyczną 6-stopniową skrzynią biegów. Prędkość maksymalną ograniczono elektronicznie do 250 km/h.

### Dane techniczne
| Wersja             | Silnik:                    | Układ zasilania:   | Średnica × skok tłoka: | St. sprężania:     | Moc maksymalna:                    | Maks. moment obrotowy           | 0–100 km/h:        | V-max:             |
| Silniki benzynowe: | Silniki benzynowe:         | Silniki benzynowe: | Silniki benzynowe:     | Silniki benzynowe: | Silniki benzynowe:                 | Silniki benzynowe:              | Silniki benzynowe: | Silniki benzynowe: |
| ------------------ | -------------------------- | ------------------ | ---------------------- | ------------------ | ---------------------------------- | ------------------------------- | ------------------ | ------------------ |
| 5.2 FSI            | V10 5,2 l (5204 cm³), DOHC | wtrysk FSI         | 84,5 × 92,8mm          | 12,5:1             | 435 KM (320 kW) przy 6800 obr./min | 540 N·m przy 3000-4000 obr./min | 5,2 s              | 250 km/h           |

### Silnik

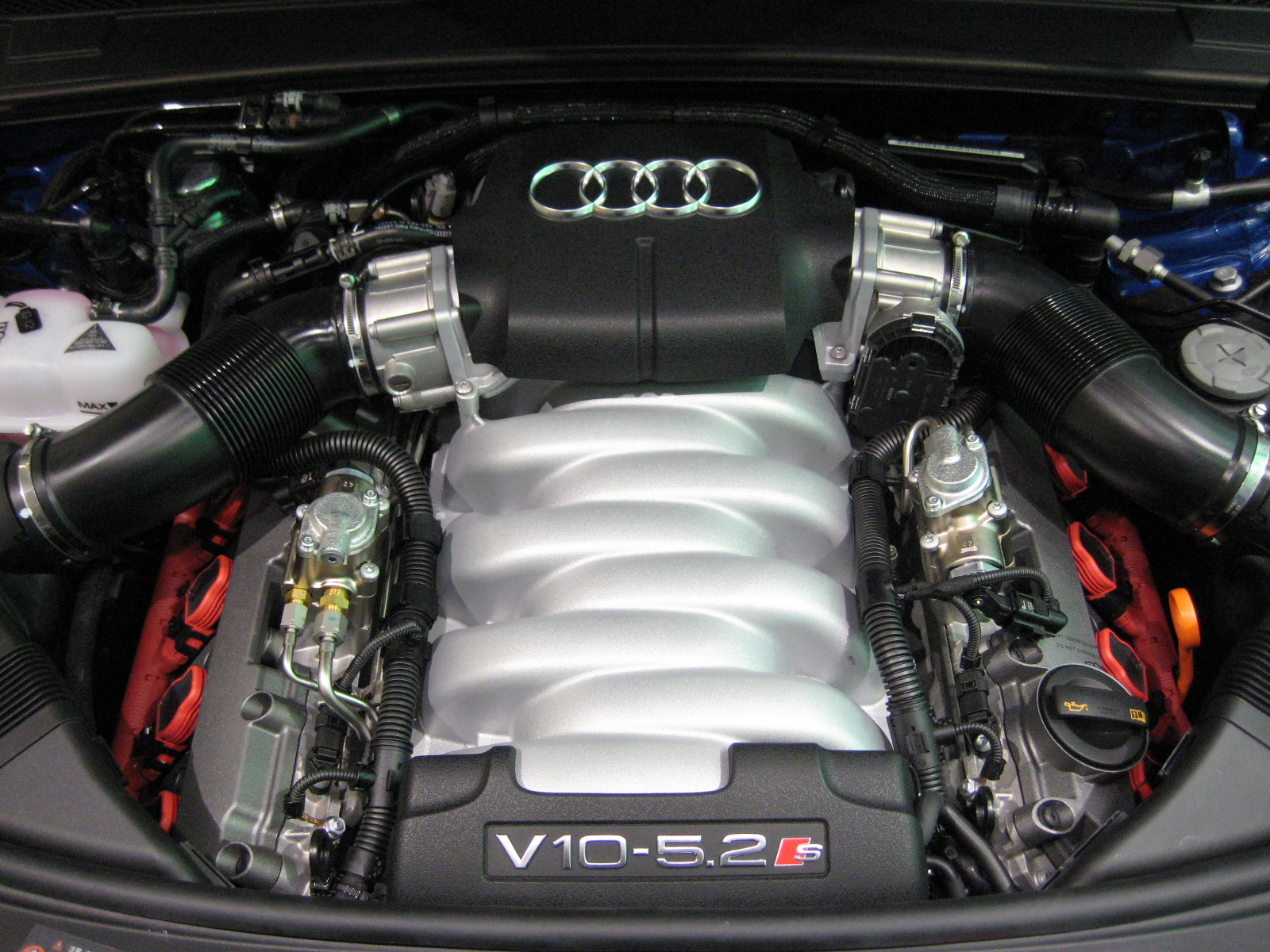
Silnik V10 5.2 montowany w Audi S6 C6

W C6 montowana była jednostka benzynowa o pojemności 5,2 l w układzie V10 generowała 435 koni mechanicznych. Silnik spełniał normy emisji spalin Euro4 dzięki zastosowaniu bezpośredniego wtrysku FSI.

## S6 C7

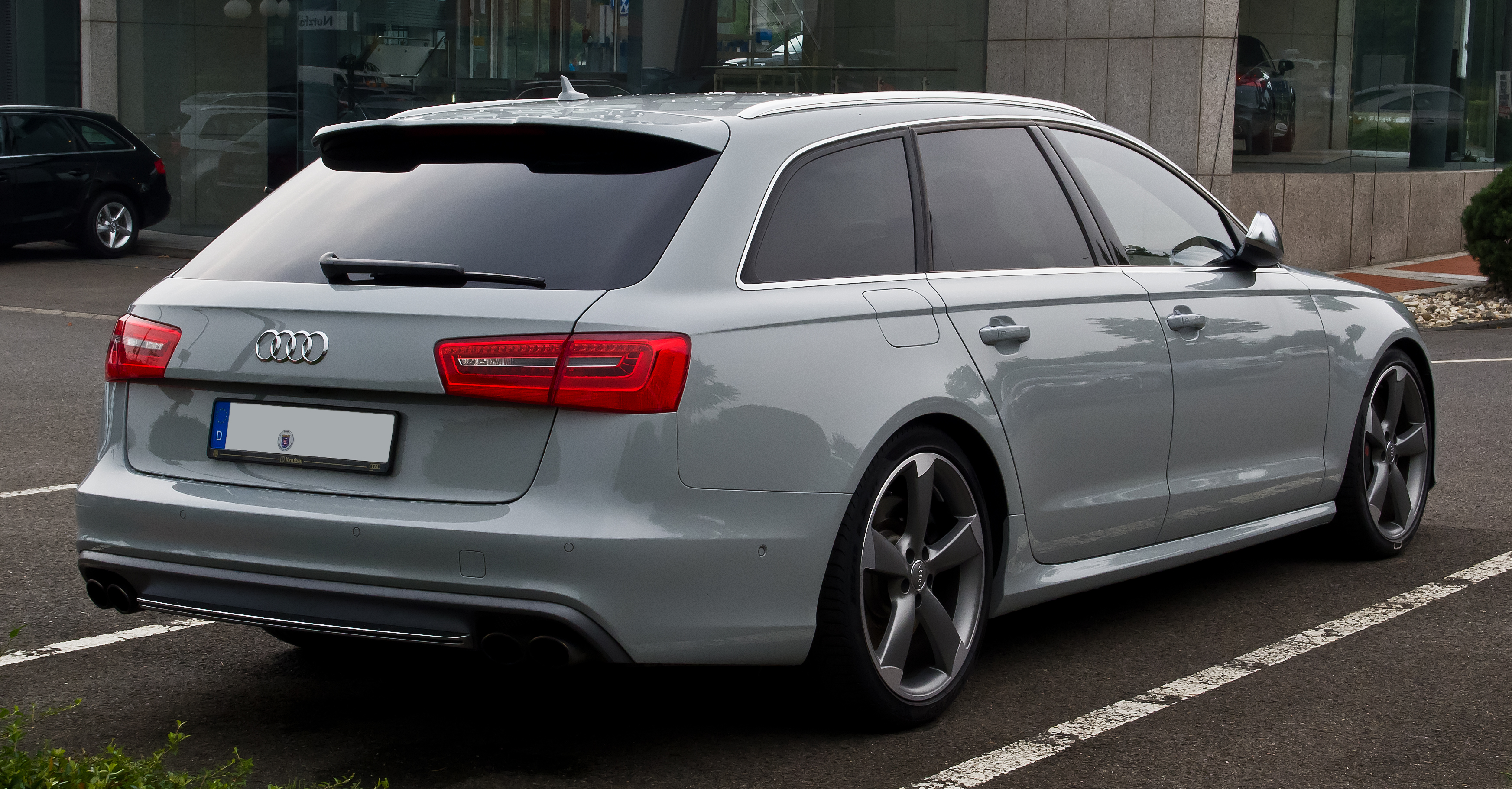
Tył Audi S6 C7 w wersji Avant

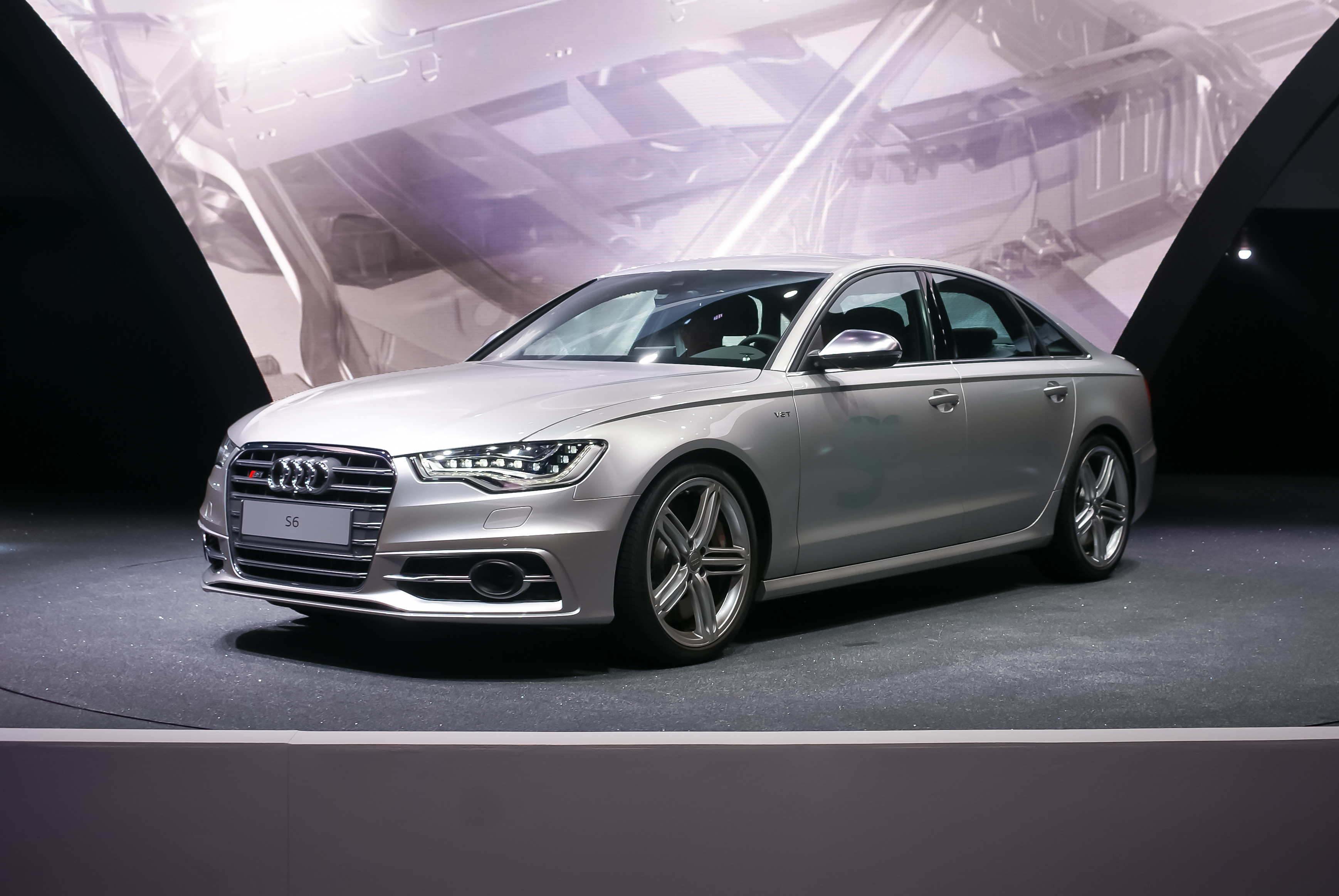
Audi S6 C7 w wersji Limousine

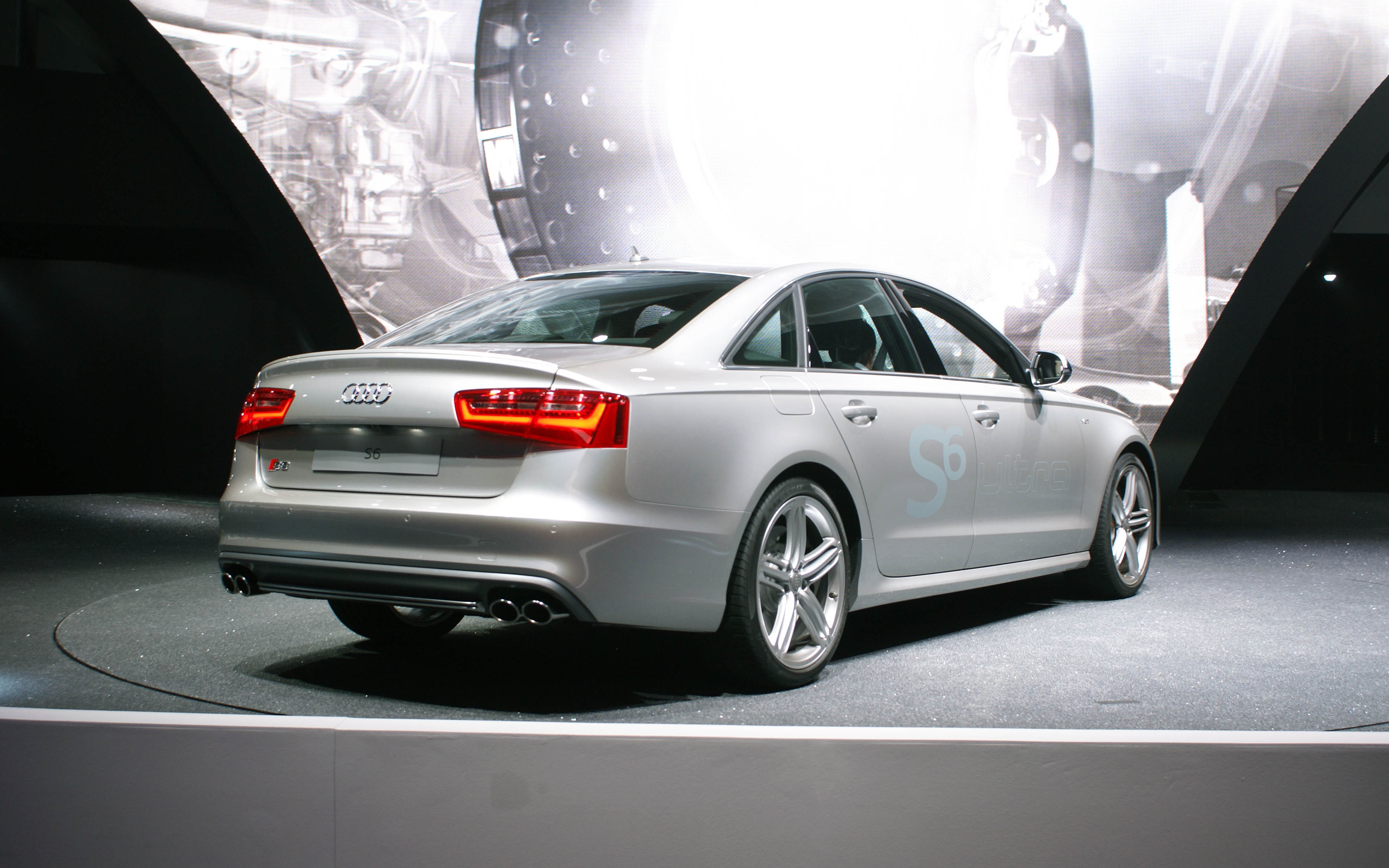
Tył Audi S6 C7 w wersji Limousine

Czwarta generacja S6 została zaprezentowana w 2011 roku na wystawie IAA we Frankfurcie. W sprzedaży samochód oferowany jest od 2012–2018 roku w wersjach Limousine i Avant. Auto posiada taki sam jak w Audi S7 4-litrowy silnik w układzie V8, generujący 450 koni mechanicznych. Jednostka napędowa połączona jest z automatyczną 7-biegową przekładnią DSG, która w nomenklaturze Audi nazywa się S tronic.

### Dane techniczne
| Wersja             | Silnik:                             | Układ zasilania:   | Średnica × skok tłoka: | St. sprężania:     | Moc maksymalna:                    | Maks. moment obrotowy           | 0–100 km/h:        | V-max:             |
| Silniki benzynowe: | Silniki benzynowe:                  | Silniki benzynowe: | Silniki benzynowe:     | Silniki benzynowe: | Silniki benzynowe:                 | Silniki benzynowe:              | Silniki benzynowe: | Silniki benzynowe: |
| ------------------ | ----------------------------------- | ------------------ | ---------------------- | ------------------ | ---------------------------------- | ------------------------------- | ------------------ | ------------------ |
| 4.0 TFSI           | V8 4,0 l (3993 cm³), DOHC, bi-turbo | wtrysk FSI         | 84,50 × 89,00 mm       | 10,1:1             | 450 KM (331 kW) przy 5500 obr./min | 550 N·m przy 1400-5200 obr./min | 4,6 s              | 250 km/h           |